# Instinctus Bestialis
Instinctus Bestialis (с лат. — «Звериный инстинкт») — девятый полноформатный студийный альбом норвежской блэк-метал-группы Gorgoroth, выпущенный 8 июня 2015 года на лейбле Soulseller Records. Он был выпущен в цифровом виде, а также на компакт-диске в формате диджипака в ограниченном первом тираже и ограниченном черном виниловом LP. Это первый альбом с участием вокалиста Atterigner и последний с участием басиста Bøddel, который умер от рака через четыре месяца после выхода альбома. Обложка альбома является фрагментом картины под названием «Christ in Limbo».

## Список композиций
Все тексты написаны V. Horg, за исключением треков 1 и 5, написанных A. Behemot, вся музыка написана Инфернусом.
| №                   | Название                         | Длительность |
| ------------------- | -------------------------------- | ------------ |
| 1.                  | «Radix Malorum»                  | 3:14         |
| 2.                  | «Dionysian Rite»                 | 4:05         |
| 3.                  | «Ad Omnipotens Aeterne Diabolus» | 5:45         |
| 4.                  | «Come Night»                     | 2:41         |
| 5.                  | «Burn in His Light»              | 4:02         |
| 6.                  | «Rage»                           | 4:03         |
| 7.                  | «Kala Brahman»                   | 5:23         |
| 8.                  | «Awakening»                      | 2:07         |
| Общая длительность: | Общая длительность:              | 31:20        |

## Участники записи
Gorgoroth
- Atterigner — вокал
- Инфернус — гитара, продюсирование
- Bøddel — бас-гитара
- Asklund — ударные, звукозапись, сведение, продюсирование, мастеринг

Приглашённые музыканты
- Крис Каннелла — соло-гитара (трек 5)
- Фабио Зперандио — соло-гитара (трек 5)
- Хенрик «Typhos» Экерот — соло-гитара (трек 6)

Производственный персонал
- Матс Линдфорс — сведение, мастеринг

## Чарты
| Чарт (2017)                         | Высшая позиция |
| ----------------------------------- | -------------- |
| Финляндия (Suomen virallinen lista) | 42             |